# بیلی آدام
بیلی آدام (انگلیسی: Billy Adam؛ زادهٔ) بازیکن فوتبال اهل اسکاتلند بود که در اوایل قرن بیستم در ۹ فصل در لیگ فوتبال آمریکا بازی کرد.
در سال ۱۹۲۱، آدام به سنت میرن پیوست. او در طول فصل ۱۹۲۲-۱۹۲۳ باشگاه و اسکاتلند را ترک کرد و با جی اند پی کاستس  از لیگ فوتبال آمریکا قرارداد امضا کرد.